# 拉約什二世
拉约什二世（II. Lajos，1506年7月1日—1526年8月29日），1516-1526年在位，亚盖隆王朝的匈牙利国王和波希米亚国王（称路德维克一世）。

## 即位
1516年父親烏拉斯洛二世死後，十一歲的他繼承匈牙利與波希米亚王位，統治東歐第二強的匈牙利王國。他剛即位時，遵照其父生前與奧地利之哈布斯堡家族的聯盟協議，由哈布斯堡的神聖羅馬帝國皇帝馬克西米利安一世擔任監護人，並由匈牙利王國與波希米亚貴族各自組成攝政團隊，統治著外強中乾的匈牙利兼波希米亞王國；當時兩國人口加起來大約七百萬，而匈牙利就占了四百萬人。
他雖在1515年與十一歲的哈布斯堡公主瑪麗（馬克西米利安一世的孫女）結婚，但因為兩人年紀都太小，所以尚未同居成家，瑪麗仍由夫家教養至長大。1519年馬克西米連一世去世，監護人改由拉約什的表親──布蘭登堡-安斯巴赫藩侯格奧爾格·霍亨索倫擔任；馬克西米利安的長孫查理被選為神聖羅馬帝國皇帝，代表哈布斯堡家族與拉約什二世的姻親聯盟持續發展。

## 統治難題
1514年忍受不了貴族壓榨的吉優爾吉·多茲薩，領導十萬農民討伐貴族，結果被外西凡尼亞的大地主扎波堯伊·亞諾什所率領的兩萬貴族軍徹底鎮壓，死亡七萬多人。這破壞了匈牙利過去的內部團結，也讓執政的貴族團隊與議會，嚴重地失去民心，削弱了匈牙利的國力。而扎波堯伊·亞諾什則因為這次的勝利，被視為多數派貴族的領袖，在未來挺身競逐國王的寶座。
又加上前前任的匈牙利國王馬加什一世過世後，匈牙利在1490年代面臨經濟危機而衰退；繼承的中央政府不但未能恢復馬加什一世的富國政策，還被貴族議會刪減許多稅收項目（貴族的稅率降低七成）、瓜分不少之前收回中央的領地。因此不用說軍費，就連日常經營都極為艱苦，政府不斷裁撤水陸常備軍，更無法改良匈牙利軍的裝備技術，使軍隊質素逐漸落後於鄰國。結果當1520年強敵鄂圖曼帝國的新任蘇丹苏莱曼「大帝」繼位後，匈牙利立刻面臨巨大的外患危機。

## 強敵入侵
1520年的匈牙利正處於貴族巨頭在地方壟斷大權、中央權力卻近乎無政府狀態的混亂下。王室財政是一堆爛攤子導致的瀕臨破產，攝政團隊計畫加稅增強國防，卻被貴族議會抵制而失敗。因此當1521年苏莱曼一世派出十萬以上軍隊攻打匈牙利的邊防重鎮——貝爾格勒等要塞時，拉約什二世雖和貴族大將組織了六萬人的軍隊，但卻不敢救援貝爾格勒，坐看貝爾格勒陷落，讓匈牙利南邊的門戶洞開。
雖然1521年鄂圖曼軍在攻下貝爾格勒之後，就收回主力暫時休息，但匈牙利的王室政府，卻沒有實行對應的改革與備戰。此時拉約什二世已經成年而親政，但經驗不足的他很難在短時間振作國勢。1521年他與年長一歲的妻子瑪麗公主（西班牙國王兼神聖羅馬皇帝查理五世的妹妹）同居成家，瑪麗也被正式加冕為匈牙利與波西米亞的王后；同一年，拉約什二世的姐姐安娜·雅蓋洛公主，也依照兩家之前的協議，嫁給奧地利統治者斐迪南一世（查理五世的二弟），這意味著哈布斯堡王朝與匈牙利的亞蓋隆王朝，因為雙重聯姻形成緊密同盟，被外界視為哈布斯堡強大霸權的出現。
強化與哈布斯堡王朝的同盟之後，拉約什二世把希望寄託在羅馬教宗與大舅子神聖羅馬皇帝查理五世的身上，請求兩者給予強大的外援與資金，解決匈牙利軍費與戰備不足的困難。拉約什同樣向自家亚盖隆王朝的母國波蘭求援（國王齊格蒙特一世是他叔父），但是效果都不理想。查理五世與教宗正忙著進行義大利戰爭，對付西歐強權法國；波蘭國王齊格蒙特一世的王權遠遜於西班牙的卡洛斯一世即神圣罗马帝国皇帝查理五世，中央財政剛脫離債台高築的窘境，加上他剛和條頓騎士團打完巨大的消耗戰（1519-1521年），又要應付虎視眈眈的俄國與鄂圖曼附庸，更無餘力去幫助匈牙利。拉約什不得已，只好病急亂投醫地向每一位基督徒國王求援，甚至連鄂圖曼帝國的秘密盟友——法王法蘭西斯一世都收到他的求援信件。

## 戰敗身亡

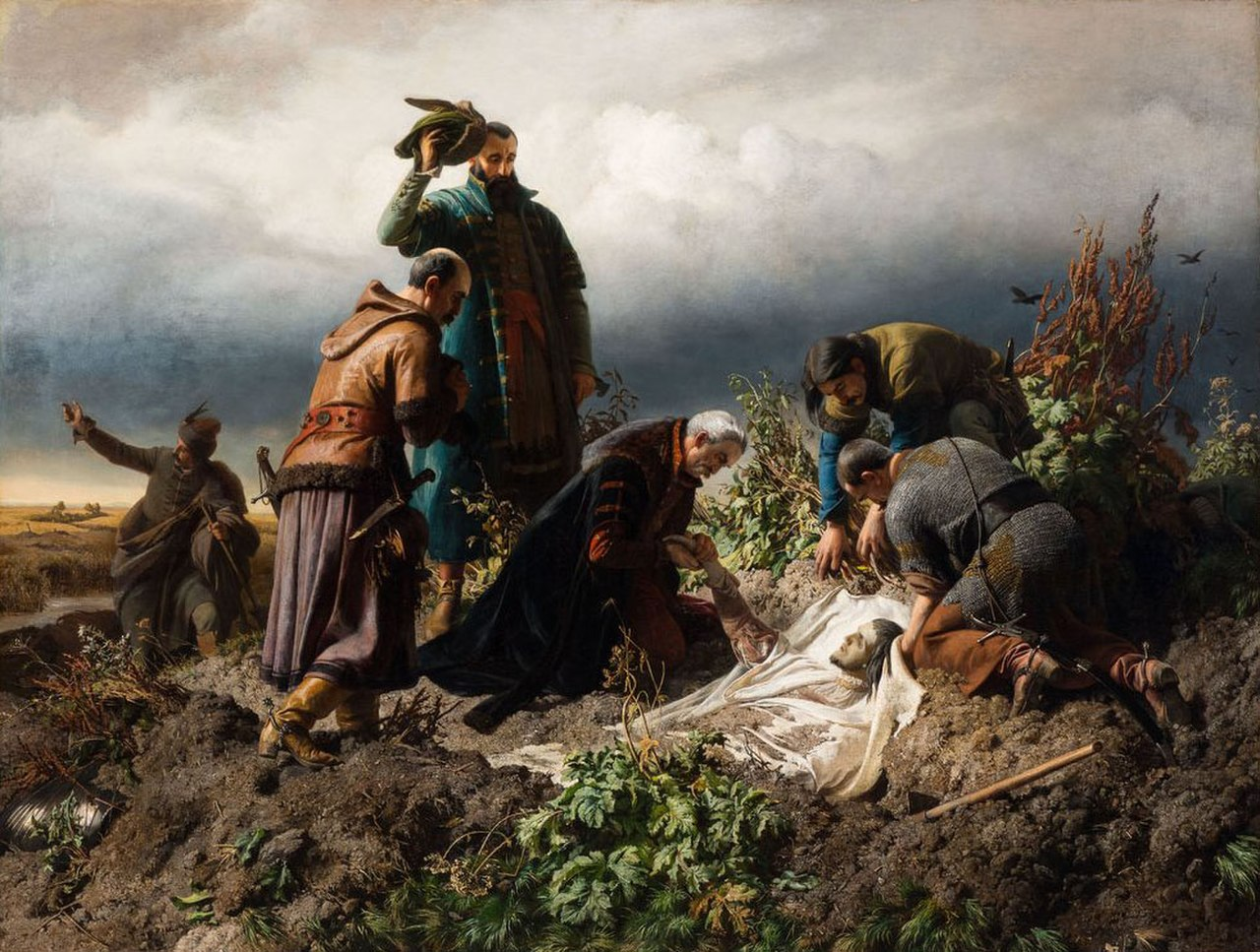
尋獲拉約什二世的遺體

1521年匈牙利王國與哈布斯堡緊密團結之後，反而造成鄂圖曼帝國的危機意識。苏莱曼一世知道必需打破這個可畏的聯盟，於是加緊腳步，計畫一舉消滅匈牙利。終於，因為匈牙利國勢不振，1526年苏莱曼一世率領七萬精兵與二十萬人力入侵匈牙利時（匈牙利主力軍不到三萬人），拉約什二世在第一次摩哈赤战役戰敗後溺死（逃離戰場途中，因為渡河失足，被水淹死）。

## 死後繼承

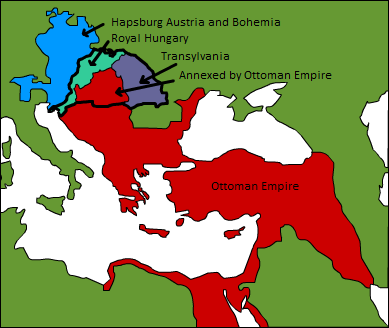
1526年後匈牙利領土的瓜分
皇家匈牙利
特兰西瓦尼亚
奥斯曼帝国
哈布斯堡奧地利

因為拉約什二世未有子嗣，所以其姊夫奧地利大公斐迪南一世（妻子安娜·雅蓋洛是拉約什二世的姐姐），就依照兩家族之前的協議，宣布繼承匈牙利和波西米亞的王位，並得到他妹妹、拉約什二世的遺孀——瑪麗王后與其攝政團隊的有力支援。雖然波西米亞的貴族議會支持斐迪南一世的繼承，選舉他為新國王；但是匈牙利的多數貴族卻否認哈布斯堡斐迪南的繼位，另外推舉戰功顯赫的本國大貴族扎波堯伊·亞諾什，為匈牙利國王（又稱亚诺什一世）；只有少數的匈牙利貴族才支持斐迪南夫妻為新的國王與王后。正當1528年斐迪南一世以優秀的西班牙軍團，打敗扎波堯伊·亞諾什並使其流亡波蘭的時候，苏莱曼一世卻於1529年再度西征。土耳其的十五萬大軍不但穩固地占領匈牙利中部，還進入奧地利國境，包圍其首都維也納，是為維也納之圍。
1529年鄂圖曼攻打維也納失利後，匈牙利王國被分成三部分：西部歸斐迪南一世、中部被奧斯曼占領、東部由扎波堯伊·亞諾什統治。扎波堯伊·亞諾什因為投靠鄂圖曼帝國並成其附庸，得到奧斯曼的保護與王位支持（這讓他失去不少民心）。一直到1570年，其子扎波堯伊·亞諾什·齊格蒙特（亚诺什二世），才與斐迪南一世的兒子、匈牙利國王兼神聖羅馬皇帝馬克西米連二世（在匈牙利被稱為「米克紹一世」）達成協議。亞諾什二世放棄王位，承認馬克西米連為匈牙利國王並宣誓效忠；馬克西米連則認可扎波堯伊·亞諾什·齊格蒙特對匈牙利東部的所有統治權，讓他以外西凡尼亞大公（或總督）的名號自體傳承（參見特兰西瓦尼亚公国）。
因此可以說，1526年的第一次摩哈赤战役，讓獨立的匈牙利王國的徹底結束並慘遭分割。一直到160多年後，才由奧地利哈布斯堡王朝的利奥波德一世，打敗鄂圖曼帝國與外西凡尼亞大公，重新統一匈牙利（1699年完全統一）。